# Bank Street

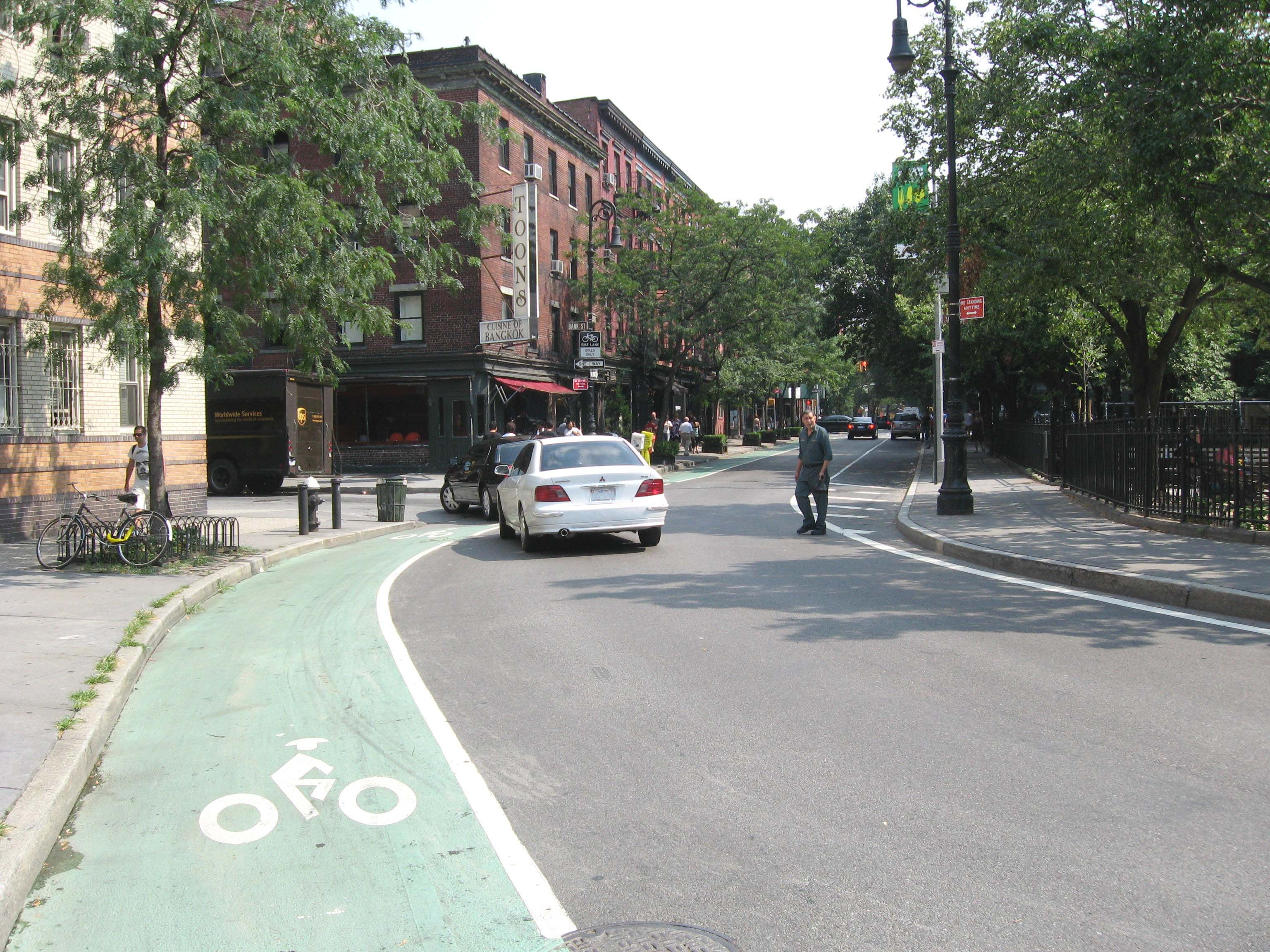
Vista desde Bleecker Street hacia Bank Street

Bank Street (en inglés: Calle Bank) es una calle residencial en la sección West Village de Greenwich Village en el borough neoyorquino de Manhattan en Nueva York. Recorre una distancia total de 725 metros desde  West Street, cruzando Washington Street y Greenwich Street, hasta el cruce de Hudson Street y Bleecker Street donde su recorrido se interrumpe por el parque Bleecker Playground, en cuyo norte se encuentra Abingdon Square; continúa luego hacia Greenwich Avenue, cruzando la Calle 4 Oeste y Waverly Place. El tráfico vehicular es de un solo sentido oeste-este. Al igual con varias otras calles de esa orientación en el West Village, las tres cuadras al oeste de Hudson Street están adoquinadas.
Bank Street fue nombrada en honor del Bank of New York, que compró ocho manzanas en esa calle en 1798 y  abrió una oficina ahí. Un cajero de la oficina principal del banco en Wall Street contrajo fiebre amarilla, llevando al banco a comprar los terrenos en Greenwich Village para tener una oficina lejos de Wall Street donde se podrían llevar adelante las operaciones en futuras emergencias.

## Ubicaciones históricas y residentes notables
El Bank Street College of Education, que fue fundado en 1916 como el Bureau of Educational Experiments, estuvo ubicado en Bank Street desde 1930 hasta 1970. En la actualidad mantiene el nombre pero ya no está ubicado ahí.
Grace Jones vivió un tiempo en el 166 Bank Street.

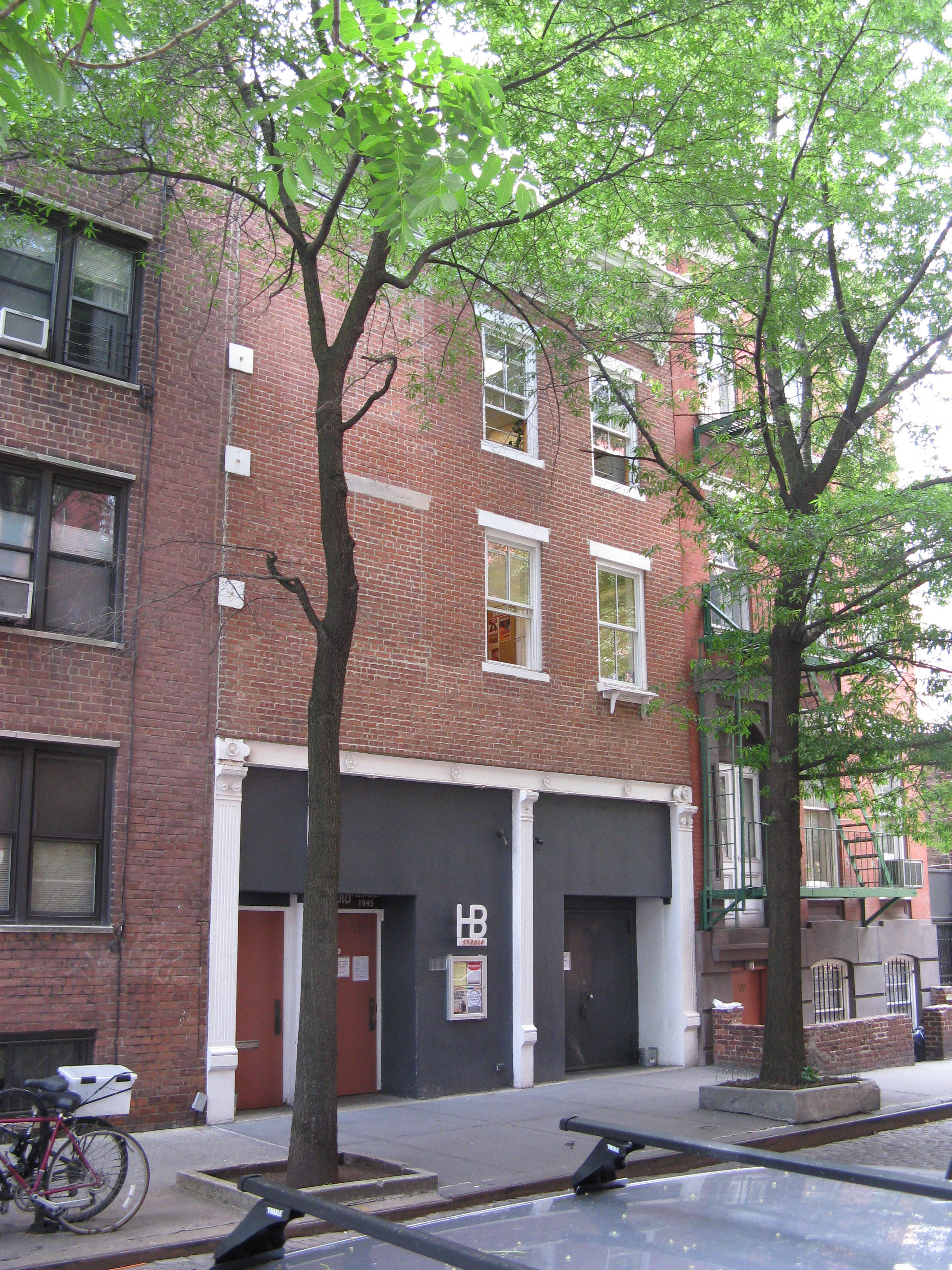
El HB Studio

La antigua sede principal de Bell Laboratories, hoy un hito histórico nacional, ocupó el complejo Westbeth en el 155 Bank Street al lado norte de la calle. ESe complejo hoy aloja a la Westbeth Artists Community donde un gran número de artistas famosos tuvieron su residencia. También provee varios espacios para performances.
El HB Studio, un estudio de actuación fundado en 1945 por Herbert Berghof y su esposa Uta Hagen, se ubica en el 120 Bank Street. Muchos actores famosos han enseñado y estudiado ahí. Al frente, Pearl Bailey vivió en el 109 en 1968. A su lado, en el número 105 vivieron John Lennon y Yoko Ono entre 1971 hasta 1973; sus vecinos en el no. 107 fueron John Cage y Merce Cunningham, cuyo telefóno utilizaban para evitar las grabaciones del FBI. El estudio de Cunningham se ubicaba en el complejo Westbeth a una cuadra de distancia.
Betty Bacall, que luego sería conocida como Lauren Bacall, vivió a sus 17 años en el no. 75.
Marion Tanner, inspiración para el libro, obra y musical Auntie Mame vivió en el no. 72.
El 2 de febrero de 1979, Sid Vicious murió de una sobredosis de drogas en el no. 63.
El periodista Charles Kuralt vivió en el piso bajo del no. 34 que fue construido en 1844 en estilo neogótico. El departamento de los pisos altos de esa casa fue descrito en la novela de Martin Amis de 1984 Dinero y Christopher Hitchens fue un huésped ahí por seis meses cuando llegó a Nueva York desde Inglaterra. Mark Knopfler compró la vecina casa no. 36 a finales de los años 1980. El restaurante The Waverly Inn en el no. 16 fue comprado en el 2006 por Graydon Carter quien se mudó al no. 22.
El escritor John Dos Passos vivió en el no. 11 entre 1924 y 1925 cuando trabajó en su novela Manhattan Transfer. Su editor, James Laughlin, vivía en la siguiente casa en el no. 9. La escritora Willa Cather vivió en el no. 5 entre 1913 hasta 1927 cuando ese edificio fue demolido durante la construcción de las extensiones a la línea de la Séptima Avenida-Broadway; se convirtió luego en los números 1–7 donde Patricia Highsmith vivió con su familia entre 1938 1939.